# Scheldeprijs 2006
De Scheldeprijs van 2006 werd verreden op woensdag 12 april en ging over een afstand van 200 kilometer. Al snel in de wedstrijd ontstond er een kopgroep van 22 renners, nadat de fikse wind ervoor had gezorgd dat het peloton in enkele waaiers was uiteengevallen. Onder de koplopers bevonden zich onder andere Tom Boonen, Niko Eeckhout, Baden Cooke, Steven de Jongh, Servais Knaven, Aart Vierhouten en Stefan Cohnen. Die laatstgenoemde sprong op 20 km van de meet weg uit de groep, maar werd met nog vijf km te gaan opgeslokt door Quick Step, dat met zes knechten Boonen naar de streep bracht. De wereldkampioen maakte in de spurt in de straten van Schoten het werk van zijn ploeg met gemak af. De overmacht van Quick Step was zelfs zo groot dat De Jongh, die de spurt aantrok voor zijn kopman, nog tweede werd.

## Uitslag
| Scheldeprijs 2006 |                   |                      |          |
| Plaats            | Naam              | Ploeg                | Tijd     |
| Winnaar           | Tom Boonen        | Quickstep-Innergetic | 4u36'38" |
| 2                 | Steven de Jongh   | Quickstep-Innergetic | z.t.     |
| 3                 | Gert Steegmans    | Davitamon-Lotto      | z.t.     |
| 4                 | Niko Eeckhout     | Chocolade Jacques    | z.t.     |
| 5                 | Graeme Brown      | Rabobank             | z.t.     |
| 6                 | Enrico Gasparotto | Liquigas             | z.t.     |
| 7                 | Jens Renders      | Chocolade Jacques    | z.t.     |
| 8                 | Aart Vierhouten   | Skil-Shimano         | z.t.     |
| 9                 | Jeremy Hunt       | Unibet.com           | z.t.     |
| 10                | René Weissinger   | Skil-Shimano         | z.t.     |

Mannen: 1907 · 1908 · 1909 · 1910 · 1911 · 1912 · 1913 · 1914 · 1915 · 1916 · 1917 · 1918 · 1919 · 1920 · 1921 · 1922 · 1923 · 1924 · 1925 · 1926 · 1927 · 1928 · 1929 · 1930 · 1931 · 1932 · 1933 · 1934 · 1935 · 1936 · 1937 · 1938 · 1939 · 1940 · 1941 · 1942 · 1943 · 1944 · 1945 · 1946 · 1947 · 1948 · 1949 · 1950 · 1951 · 1952 · 1953 · 1954 · 1955 · 1956 · 1957 · 1958 · 1959 · 1960 · 1961 · 1962 · 1963 · 1964 · 1965 · 1966 · 1967 · 1968 · 1969 · 1970 · 1971 · 1972 · 1973 · 1974 · 1975 · 1976 · 1977 · 1978 · 1979 · 1980 · 1981 · 1982 · 1983 · 1984 · 1985 · 1986 · 1987 · 1988 · 1989 · 1990 · 1991 · 1992 · 1993 · 1994 · 1995 · 1996 · 1997 · 1998 · 1999 · 2000 · 2001 · 2002 · 2003 · 2004 · 2005 · 2006 · 2007 · 2008 · 2009 · 2010 · 2011 · 2012 · 2013 · 2014 · 2015 · 2016 · 2017 · 2018 · 2019 · 2020 · 2021 · 2022 · 2023 · 2024 · 2025
Vrouwen: 2021 · 2022 · 2023 · 2024 · 2025